# جس بردفورد
 جس بردفورد (انگلیسی: Jesse Bradford؛ زادهٔ ۲۸ مهٔ ۱۹۷۹) یک هنرپیشه اهل ایالات متحده آمریکا است. وی از سال ۱۹۸۴ میلادی تاکنون مشغول فعالیت بوده‌است.
از فیلم‌ها یا برنامه‌های تلویزیونی که وی در آن نقش داشته است می‌توان به رومئو + ژولیت، پرچم‌های پدران ما، دبلیو، دختر پرروی من ، ارتفاعات، آن را روشن کنید، بهشت آبی من، پایان خوش و من امیدوارم آن ها در جهنم آبجو سرو کنند اشاره کرد.